# Les Gobelins
Les Gobelins – stacja linii 7 metra w Paryżu, położona na granicy 5. i 13. dzielnicy.

## Stacja
Stacja została otwarta w 1930 roku na linii 10. Posiada jednonawową halę peronową z dwoma peronami bocznymi. Odcinek ten został włączony do linii 7 w 1931 roku.
Nazwa stacji pochodzi od pobliskiej Manufacture des Gobelins, manufaktury tapiserii odkupionej przez Henryka IV od rodziny Gobelin (fr. les Gobelins).

## Przesiadki
Stacja umożliwia przesiadki na autobusy dzienne RATP i nocne Noctilien.